# 가키모토 겐타
가키모토 겐타(일본어: 柿本 健太, 1990년 10월 19일 ~ )는 일본의 축구 선수이다.

## 구단 경력
기라반츠 기타큐슈, 블라우블리츠 아키타에서 활동하였다.